# Bonvillaret
Bonvillaret é uma comuna francesa na região administrativa de Auvérnia-Ródano-Alpes, no departamento da Saboia. Estende-se por uma área de 8.88 km². Em 2010 a comuna tinha 146 habitantes (densidade: 16,4 hab./km²).